# Полтавський район
Полта́вський райо́н — район в Україні, у східній частині Полтавської області. Межує з Сумською, Харківською та Дніпропетровською областями. Утворений під час адміністративно-територіальної реформи в Україні 2020 року. Адміністративний центр — місто Полтава. Площа —  10844,2 км² (37,8% від площі області), населення — 595,9 тис. осіб (2020). 
До складу району входять 24 територіальні громади.

## Географія
Район розташований у східній частині Полтавської області.

## Історія
Полта́вський район утворено 17 липня 2020 року згідно із Постановою Верховної Ради України № 807-IX від 17 липня 2020 року в рамках Адміністративно-територіальної реформи в Україні. До його складу увійшли: Полтавська, Зіньківська, Карлівська, Кобеляцька, Решетилівська міські, Білицька, Диканська, Котелевська, Машівська, Новосанжарська, Опішнянська, Скороходівська, Чутівська селищні та Великорублівська, Драбинівська, Коломацька, Ланнівська, Мартинівська, Мачухівська, Михайлівська, Нехворощанська, Новоселівська, Терешківська, Щербанівська сільські територіальні громади. Перші вибори Полтавської районної ради відбулися 25 жовтня 2020 року.
Раніше територія району входила до складу ліквідованих в той же час Полтавського, Диканського, Карлівського, східної та центральної частини Кобеляцького, Зіньківського, Машівського, Новосанжарського, Котелевського, Решетилівського, Чутівського районів та міста обласного підпорядкування Полтава Полтавської області.

## Адміністративний поділ
До складу Полтавського району входять 24 територіальні громади, у тому числі 5 міських, 8 селищних і 11 сільських громад (у дужках — їхні адміністративні центри):
- міські:
  - Полтавська міська громада (місто Полтава),
  - Зіньківська міська громада (місто Зіньків),
  - Карлівська міська громада (місто Карлівка),
  - Кобеляцька міська громада (місто Кобеляки),
  - Решетилівська міська громада (місто Решетилівка);
- селищні:
  - Білицька селищна громада (смт Білики),
  - Диканська селищна громада (смт Диканька),
  - Котелевська селищна громада (смт Котельва),
  - Машівська селищна громада (смт Машівка),
  - Новосанжарська селищна громада (смт Нові Санжари),
  - Опішнянська селищна громада (смт Опішня),
  - Скороходівська селищна громада (смт Скороходове),
  - Чутівська селищна громада (смт Чутове);
- сільські:
  - Великорублівська сільська громада (село Велика Рублівка),
  - Драбинівська сільська громада (село Драбинівка),
  - Коломацька сільська громада (село Коломацьке),
  - Ланнівська сільська громада (село Ланна),
  - Мартинівська сільська громада (село Мартинівка),
  - Мачухівська сільська громада (село Мачухи),
  - Михайлівська сільська громада (село Михайлівка),
  - Нехворощанська сільська громада (село Нехвороща),
  - Новоселівська сільська громада (село Новоселівка),
  - Терешківська сільська громада (село Терешки),
  - Щербанівська сільська громада (село Щербані).

## Нематеріальна культурна спадщина
Традиція  випікання та дарування різдвяних пряників у селищі Котельва в 2025 році занесена до списку нематеріальної культурної спадщини України під номером 114н.к.с. (Наказ від 16.07.2025 № 588) як «Традиція випікання та дарування обрядових різдвяних пряників на Слобожанщині ". Цей елемент НКС України занесено до списку елементів, що потребують термінової охорони.